# The Brilliant Green
The Brilliant Green (Japans: ザ・ブリリアント・グリーン – Za Buririanto Gurī) is een Japanse (pop-)rockband. De band werd in 1995 opgericht in Kyoto en maakt vooral muziek geïnspireerd op die van westerse bands, in het bijzonder die van The Beatles. De bijnaam van de band is BuriGuri.
Sinds 2014 heeft de band een pauze voor onbepaalde tijd ingelast.

## Stijl
The Brilliant Green is vooral geïnspireerd door westerse muziek uit de 20e eeuw, met name die van The Beatles. De muziekstijl is dan ook te omschrijven als rock en poprock. Qua talen zingt The Brilliant Green zowel in het Japans als het Engels. Meer dan de helft van het repertoire bestaat uit Engelstalige nummers en van sommige nummers zijn twee taalversies uitgebracht. Ook internationaal heeft de band veel succes geoogst en is dan ook veelvuldig op internationale tournees geweest.

## Carrière

### Oprichting en doorbraak
The Brilliant Green werd in 1995 opgericht. Bassist Shunsaku Okuda en gitarist Ryo Matsui waren echter nog op zoek naar een zangeres. Later dat jaar werd Tomoko Kawase gevraagd, nadat de twee haar hoorden zingen in een talentenjacht. In 1997 tekende The Brilliant Green een platencontract bij Sony Music Records. De debuutsingle, Bye Bye Mr. Mug, verscheen datzelfde jaar. De doorbraak van de band kwam echter pas een jaar later toen de derde single, There Will Be Love There, gekozen werd als soundtrack van de populaire Japanse dramaserie Love Again. Het nummer kwam meteen binnen in de hoogste regionen van de hitlijst, met uiteindelijk nummer één als hoogste notering.
Ook de daaropvolgende single, Tsumetai Hana, werd een nummereenhit. Het debuutalbum, The Brilliant Green, volgde en werd in twee dagen tijd ruim één miljoen keer verkocht. Daarna ging The Brilliant Green op een tour die de naam There Will Be Live There kreeg. De tournee was in slechts drie minuten tijd uitverkocht.
In 2001 riep Time The Brilliant Green op basis van het tweede album, Los Angeles, uit tot een van de veelbelovendste bands van buiten de Verenigde Staten. Later dat jaar begon zangeres Tomoko Kawase aan een solocarrière onder het alter ego Tommy february6. Na de uitgave van The Winter Album in 2002 stortten ook de rest van de bandleden zich op soloprojecten, maar de band werd niet ontbonden. Kawase ging door als soloartieste onder de namen Tommy february6 en Tommy heavenly6; gitarist Ryo Matsui begon aan een soloproject genaamd Meister. Op 22 november 2003 maakten zangeres Tomoko Kawase en bassist Shunsaku Okuda bekend in het huwelijksbootje te stappen.

### Comeback
Op 1 juni 2007 kondigde The Brilliant Green aan dat er omwille van het tienjarig bestaan van de band een nieuwe single zou verschijnen. Stand by Me, de naam van de nieuwe single, werd gekozen als nummer voor de aftiteling van de dramaserie Detective School Q, die vanaf 3 juli dat jaar werd uitgezonden. Op 22 augustus 2007 was de comeback van de band een feit, toen de single in de winkels verkrijgbaar was. Twee maanden later, op 21 oktober, speelde The Brilliant Green voor het eerst in jaren weer een liveconcert, te weten op de Iwafune Mountain Cliff Stage. De tweede single na de comeback, Enemy, verscheen op 12 december. De daaropvolgende single, Ash Like Snow, werd gebruikt als soundtrack van de animeserie Mobile Suit Gundam 00. Op 20 februari 2008 werd een verzamelalbum uitgebracht: Complete Single Collection '97–'08. In een interview gaven de bandleden aan te werken aan nieuw studioalbum met daarop niet-uitgebracht werk van de afgelopen tien jaar.
In 2008 liep het platencontract bij Sony af. Op 1 december 2009 tekende de band een nieuw contract, ditmaal bij Warner Music Japan. Op 2 februari 2010 verscheen daar de eerste single: Like Yesterday. Op de B-kant stond een Engelstalige versie van de single Sono Speed De uit 1999 onder de naam At Light Speed. De single deed het echter niet goed: het was de op een na slechtst verkopende van de band. Op 5 mei 2010 lieten Kawase en Okuda weten dat gitarist en medeoprichter Ryo Matsui The Brilliant Green had verlaten. Er werd geen reden voor het vertrek gegeven, maar Kawase en Okuda lieten weten de band zonder hem voort te zetten. Het vijfde album, Blackout, ging op 15 september dat jaar in de verkoop.
Het zesde en tot op heden recentste album, The Swingin' Sixties, werd op 23 juli 2014 uitgebracht. Het album bevatte vooral herwerkte versies van eerdere nummers, maar ook een nieuwe single: A Little World. Daarna heeft de band voor onbepaalde tijd een pauze ingelast.

## Bandleden

### Huidige bezetting
- Tomoko Kawase – zang (1995–heden)
- Shunsaku Okuda – leadgitaar (2010–heden), basgitaar (1995–2010), slaggitaar (1995–heden)

### Voormalige leden
- Ryo Matsui – leadgitaar, drums (1995–2010)

### Live
- James "J.J." De Barrado – drums (2010–heden)
- James MacWhyte – basgitaar (2010–heden)

## Discografie

### Albums
| Jaar | Titel                              | Opmerkingen   |
| ---- | ---------------------------------- | ------------- |
| 1998 | The Brilliant Green                |               |
| 1999 | Terra 2001                         |               |
| 2001 | Los Angeles                        |               |
| 2002 | The Winter Album                   |               |
| 2008 | Complete Single Collection '97–'08 | verzamelalbum |
| 2010 | Blackout                           |               |
| 2014 | The Swingin' Sixties               |               |

### Singles
| Jaar | Titel                                      | Album                              | Opmerkingen                              |
| ---- | ------------------------------------------ | ---------------------------------- | ---------------------------------------- |
| 1997 | Bye Bye Mr. Mug                            | –                                  |                                          |
| 1997 | Goodbye and Good Luck                      | –                                  |                                          |
| 1998 | There Will Be Love There (Ai no Aru Basho) | The Brilliant Green                | soundtrack van Love Again                |
| 1998 | Tsumetai Hana                              | The Brilliant Green                |                                          |
| 1999 | Sono Speed De                              | Terra 2001                         |                                          |
| 1999 | Nagai Tameiki no Youni                     | Terra 2001                         |                                          |
| 1999 | Ai no Ai no Hoshi                          | Terra 2001                         |                                          |
| 1999 | Call My Name                               | Terra 2001                         |                                          |
| 1999 | Bye! My Boy!                               | Terra 2001                         |                                          |
| 2000 | Hello Another Way (Sorezore no Basho)      | Los Angeles                        |                                          |
| 2000 | Angel Song (Eve no Kane)                   | Los Angeles                        |                                          |
| 2002 | Forever to Me (Owarinaki Kanashimi)        | The Winter Album                   |                                          |
| 2002 | Rainy Days Never Stays                     | The Winter Album                   |                                          |
| 2002 | I'm So Sorry Baby                          | The Winter Album                   |                                          |
| 2007 | Stand by Me                                | Complete Single Collection '97–'08 | afsluitend nummer van Detective School Q |
| 2007 | Enemy                                      | Complete Single Collection '97–'08 |                                          |
| 2008 | Ash Like Snow                              | Complete Single Collection '97–'08 | soundtrack van Mobile Suit Gundam 00     |
| 2010 | Like Yesterday                             | Blackout                           |                                          |
| 2010 | Blue Daisy                                 | Blackout                           |                                          |
| 2010 | I Just Can't Breathe…                      | Blackout                           |                                          |
| 2014 | A Little World                             | The Swingin' Sixties               |                                          |

### Promotionele singles
| Jaar | Titel                  | Album            |
| ---- | ---------------------- | ---------------- |
| 2001 | The Lucky Star         | Los Angeles      |
| 2002 | Flowers                | The Winter Album |
| 2010 | I'm Sick of This Place | Blackout         |

- MusicBrainz: 768ecb0b-bcc8-4c99-9f2d-54a13f33c5f6